# Bertha Pappenheim
Pour les articles homonymes, voir Pappenheim.
Bertha Pappenheim, née à Vienne en Autriche le 27 février 1859 et morte à Neu-Isenburg le 28 mai 1936, est connue pour avoir suivi une cure psychanalytique auprès de Josef Breuer (cas d'« Anna O. »).  
Elle est par ailleurs considérée comme la fondatrice du travail social en Allemagne. Militante féministe, elle fonde la Ligue des femmes juives et lutte contre la prostitution.

## Biographie
Issue du milieu de la bourgeoisie juive orthodoxe, elle est, selon Josef Breuer, agnostique et intellectuelle, avec des dons poétiques et imaginatifs. Elle parle allemand, anglais, français, italien, hébreu et yiddish.
Elle tombe malade à l'âge de 21 ans. À sa sortie du Sanatorium Bellevue (de) de Kreuzlingen, elle séjourne pendant quelques mois en Allemagne et fait une formation d'infirmière à Karlsruhe. De retour à Vienne en 1883, elle rechute et fait trois longs séjours au sanatorium Inzerdorf. En 1888, rétablie, elle s'installe à Francfort-sur-le-Main.
C'est dans cette ville qu'elle fonde un orphelinat, qu'elle dirige pendant douze ans. En 1904, elle crée la Ligue des femmes juives puis, en 1907, une institution d'enseignement affiliée à cette organisation. Elle dirige une campagne internationale contre la prostitution impliquant des jeunes femmes d'Europe de l'Est et du Proche-Orient, et dans ce cadre, elle inspecte des maisons closes d'Europe orientale et du Moyen-Orient. Elle fait également des tournées de visites en Palestine, Londres, Paris et New York pour attirer l'attention sur sa campagne.

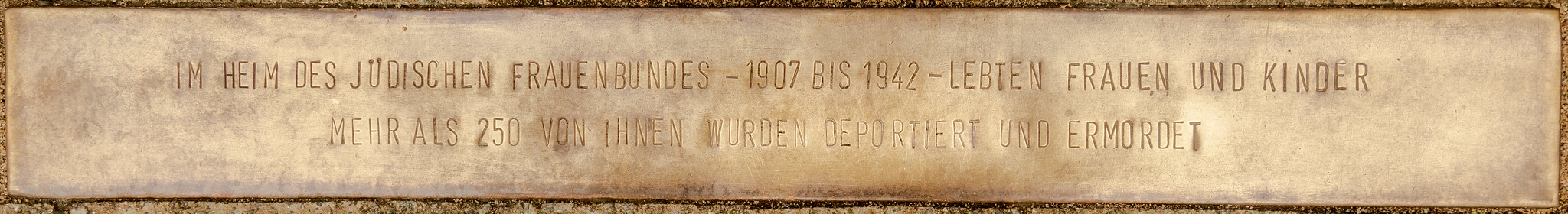
Plaque sur la maison de Bertha Pappenheim à Neu-Isenburg. Inscription : « Dans la maison de la Ligue des femmes juives - de 1907 à 1942 - où vivaient des femmes et des enfants, plus de 250 d'entre eux ont été déportés et assassinés »

Elle publie, sous le pseudonyme de « Paul Berthold » (ses initiales inversées BP/PB) des contes de fées, des prières et une pièce de théâtre décrivant des personnages féminins exploités par des hommes. Elle correspond avec des personnalités, notamment le philosophe Martin Buber.

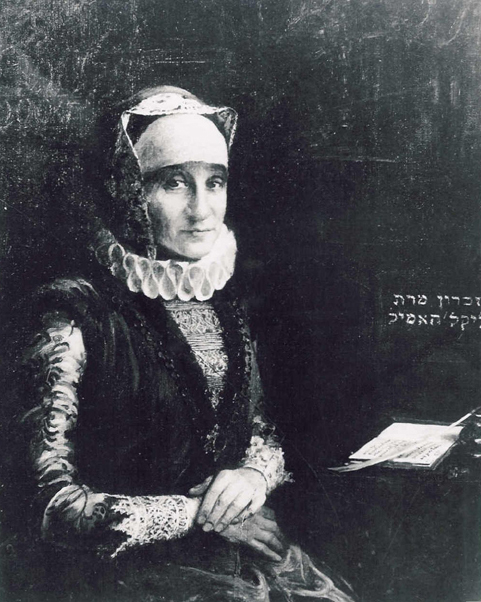
Bertha Pappenheim en costume de Glückel von Hameln.

Bertha Pappenheim retourne à Vienne en 1935, où elle meurt d'un cancer le 28 mai 1936. Elle est enterrée dans l'ancien cimetière Rat-Beil-Strasse. Sa mort fut commémorée par une édition spéciale de 40 pages du journal qu'elle avait fondé.

## Le cas Anna O.
Sous le nom d'Anna O., l’histoire de Bertha Pappenheim constitue l'un des « mythes fondateurs de la psychanalyse ».
Le récit de la prise en charge de Bertha Pappenheim par Josef Breuer est exposé en 1895 par ce dernier dans les Études sur l'hystérie ouvrage cosigné par Sigmund Freud et où Bertha Pappenheim est désignée sous le nom attribué d’Anna O.,  (formé à partir de la lettre précédant ses initiales dans l'alphabet : BP/AO). À partir du cas d'Anna O. les auteurs mirent en avant une nouvelle définition de l'hystérie comme un trouble lié à des réminiscences psychiques ainsi qu'une nouvelle méthode de traitement. Ce cas a donné lieu à une abondante littérature aussi bien de la part d'historiens que de cliniciens et l'on a pu attribuer à Anna O. l'invention de la psychanalyse du fait qu'elle ait désigné par talking cure, une cure par la parole et par chimney sweeping une forme de remémoration que Breuer nomma catharsis et dont il fit l'archétype de la cure cathartique.

### Le cas Anna O.

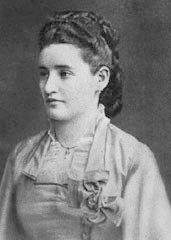
Anna O.

Son cas est exposé dans les Études sur l'hystérie, où elle est décrite comme « très sérieuse », « très intelligente », douée pour la poésie, les langues et sensible au sort des plus démunis. À travers divers symptômes, Breuer a identifié, dans cet ouvrage, son cas comme relevant de celui d'une hystérie, à la suite de la maladie et du décès de son père, symptômes dont il décrit la manifestation en quatre étapes : d’abord des hallucinations et de légers troubles corporels ; puis des troubles de la vision, de la motricité et du langage (elle ne peut plus parler l’allemand, sa langue maternelle et s'exprime en anglais), sa personnalité se dédouble, moment où intervient la talking cure et le « ramonage de cheminée » ; ensuite ses symptômes s'aggravent et Breuer l'interne dans un sanatorium et la soigne par auto-hypnose ; enfin dans la dernière phase, les symptômes disparaissent progressivement jusqu'à la guérison, elle est libérée de sa paralysie, retrouve son identité et parle à nouveau allemand.
L'évolution de la cure d’Anna O. n'a pas été linéaire : parfois lorsque Breuer l'hypnotisait, elle « se trouvait délivrée et ramenée à une vie psychique normale », néanmoins ces rémissions ne duraient que quelques heures. Certains symptômes n'ont disparu qu'une fois qu'elle a pu se rappeler sous hypnose la première occurrence de leurs apparitions : par exemple, elle s'est souvenue qu'un jour elle avait vu « sa dame de compagnie anglaise qu'elle n'aimait pas […] faire boire son petit chien, une sale bête, dans un verre », quand elle se réveilla, elle n'était plus hydrophobe.
Sigmund Freud n'a pas lui-même suivi cette patiente ; elle fut de 1880 à 1882 une patiente de Breuer qui conta sa cure à son collègue et ami Freud, celui-ci conceptualisant alors ce qui devait devenir un cas princeps de la psychanalyse, et dont Freud fait état dans les conférences données en septembre 1909 à l'université Clark.

### Historiographie et réalité d'un «cas»
En 1953, dans La Vie et l'œuvre de Sigmund Freud, Ernest Jones révéla pour la première fois l'identité véritable de cette patiente, mais tout en donnant une version fictive de la fin de sa cure avec Josef Breuer : il aurait été effrayé par l'aspect sexuel du transfert amoureux de sa patiente Bertha Pappenheim ainsi que par sa grossesse nerveuse, ce qui lui aurait fait interrompre les consultations pour un voyage de noces à Venise où il aurait conçu sa fille. Jones fabriqua cette version à partir de différents souvenirs de Freud et d’un résumé de Marie Bonaparte, mais cette grossesse présumée est une reconstruction de Freud que Jones a légitimée. Freud avait en effet donné plusieurs versions de la fin de la cure : jalousie de la femme de Breuer, amour de transfert qui surprit Breuer, fantasme de grossesse d'Anna O., tentative de suicide de la femme de Breuer.
En 1963, Dora Edinger[Qui ?], dans une biographie de Bertha Pappenheim, en donna une autre image et notamment qu'elle s'abstenait de toute évocation de cette période de cure et qu'elle « s'opposait avec véhémence à toute suggestion de traitement psychanalytique pour les personnes dont elle avait la charge, à la grande surprise des gens qui travaillaient avec elle ».
En 1970, l’historien Henri Ellenberger fit des recherches qui aboutirent à réviser l'historiographie officielle (notamment en découvrant un rapport inédit de Breuer) et dont il publia les résultats en 1972 : Breuer n’a pas interrompu la cure pour retrouver sa femme afin de concevoir un enfant et la grossesse nerveuse de Bertha Pappenheim n'avait jamais eu lieu. Le rapport de Breuer (publié ensuite en 1978 par Albrecht Hirschmüller avec de nouveaux éléments) montre que Bertha Pappenheim n'a pas été guérie de ses symptômes hystériques durant la cure et que, de plus, elle n’a pas été traitée par la cure cathartique, Breuer ayant plutôt recours à l'hypnose et à la morphine. Selon Ellenberger et Hirschmüller, Freud et Breuer ont tout de même décidé d'en faire un cas princeps en raison de leur concurrence avec Pierre Janet concernant la priorité de la découverte de la cure cathartique.  Ce « cas » et son histoire sont à inscrire, selon Elisabeth Roudinesco, dans la tradition des savants de la psychopathologie (comme Charcot) qui consiste à transformer des histoires de malades en « cas ».

### Controverses

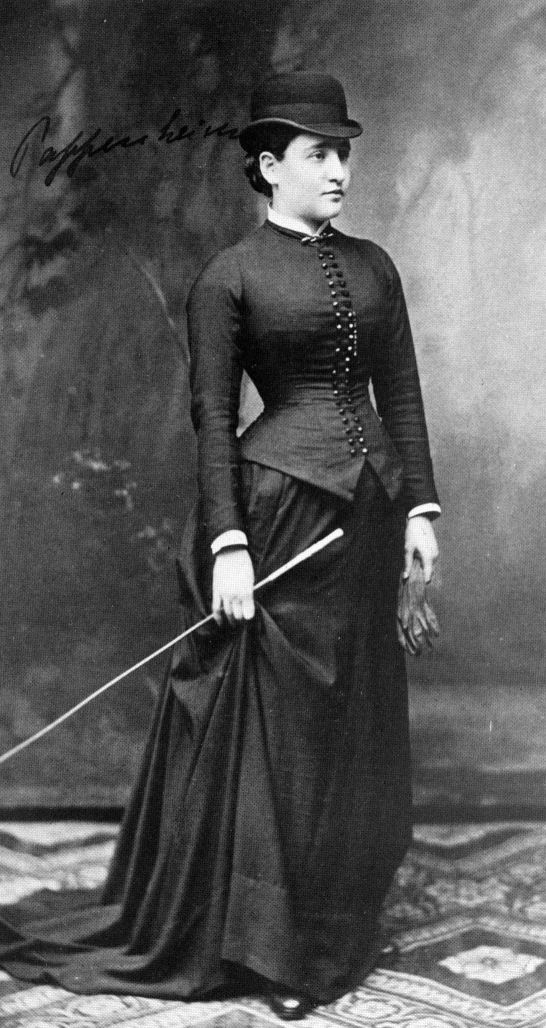
Bertha Pappenheim à 22 ans, lors d'un séjour au Sanatorium Bellevue de Kreuzlingen (1882)

Selon Jacques Bénesteau[Qui ?], ce cas est une « imposture prodigieuse qu'on présente encore comme le fondement historique du freudisme » dont la publication fut refusée pour violation du secret médical.
D'après Le Livre noir de la psychanalyse, cette cure n'aurait abouti à aucun soulagement d'Anna O. Depuis le récit de Freud et Breuer, celui d'Ernest Jones, puis ceux d’Albrecht Hirschmüller et d'Henri Ellenberger ont donné lieu à des polémiques[réf. souhaitée].
Henri Ellenberger a montré qu'après sa « guérison », Anna O. a passé plusieurs mois au Sanatorium Bellevue (de) de Kreuzlingen en Suisse. Elle y a été traitée pour des symptômes d'hystérie ainsi qu'une dépendance à la morphine due aux fortes doses administrées par Breuer.
Par la suite, l'historien Albrecht Hirschmüller a établi que les séjours au sanatorium durèrent de 1883 à 1887 ; que le premier internement a été préparé quelques jours à peine après la « guérison » ; que cet internement a été préparé par Breuer lui-même avec un diagnostic de « légère folie hystérique » ; et qu'elle n'a commencé véritablement à se rétablir que vers la fin des années 1890.
Freud a été au courant de l'inefficacité de la thérapie, et en a parlé dans sa correspondance avec Breuer.
Certains auteurs comme l'historien Mikkel Borch-Jacobsen ont désigné ce cas comme une « mystification ». L'échec lui fait dire que le cas « Anna O » est le « premier mensonge freudien ». Il consacre un ouvrage au cas d'Anna O. (Bertha Pappenheim) en 1996 sous-titré Une mystification centenaire, dans lequel, selon Claude Meyer[Qui ?], il « met un terme à l'un des mythes fondateurs de la psychanalyse ». C'est également l'avis d'Elizabeth Loentz[Qui ?] qui a elle aussi consacré un livre à la figure de Bertha Pappenheim, et de Paul Roazen qui considère cet ouvrage comme une étape majeure du travail universitaire et historiographique autour de la psychanalyse, et une pierre dans le jardin des « défenseurs de l'orthodoxie ».
Selon Roudinesco, à partir de 1985 se mit en place aux États-Unis une historiographie révisionniste tendant à montrer que Freud était un mystificateur et un falsificateur (orienté contre Breuer et conforté par Jones), ces auteurs révisionnistes américains allant jusqu'à faire de Bertha Pappenheim une simulatrice, qui, selon Mikkel Borch-Jacobsen aurait fait semblant d’avoir des symptômes hystériques pour se moquer de Breuer et marquer la revanche d'une femme contre la science des hommes. « À force de méconnaître l’histoire de la conscience subjective des savants, de réduire les mythes fondateurs à des mystifications et de passer du culte positiviste de l’archive à la dénonciation antifreudienne, l'historiographie révisionniste américaine aura donc fini en 1995 par adopter à propos d'Anna O. la méthode interprétative dénoncée chez Jones et par épouser, au nom de la différence des sexes, les thèses les plus rétrogrades des médecins de la fin du XIXe siècle qui regardaient l'hystérie comme une simulation ».
Selon Michel Onfray, « la psychanalyse n’a jamais guéri Anna O. au contraire des affirmations constamment répétées par Freud pendant toute sa vie ; qu’elle n’a pas non plus tiré d’affaire les cinq cas présentés comme archétypiques de la psychanalyse. Pour quelques-uns d’entre eux, elle a même aggravé les choses… »

## Œuvres
- Bertha Pappenheim (trad. de l'allemand par Jacques Legrand ; préf. de Yolande Tisseron), Le Travail de Sisyphe, Paris, Éditions des Femmes, 1986, 322 p.  (ISBN 2721003038)
- Bertha Pappenheim (hrsg. von Lena Kugler und Albrecht Koschorke), Literarische und publizistische Texte, Wien, Turia und Kant, 2002, 327 p.  (ISBN 3-85132-320-3)
- [traduction du yiddish] Die Memoiren der Glückel von Hameln Aus dem Jüdisch-Deutschen von Bertha Pappenheim (Autorisierte Übertragung nach der Ausgabe von Prof. Dr. David Kaufmann, Wien, 1910. Mit einem Vorwort von Viola Roggenkamp. Weinheim und Basel: Beltz Verlag, 2005.

## Hommages et postérité
En 1954, la République fédérale d'Allemagne produisit un timbre à son effigie.
Son histoire inspira le film Anna M..